# Most Lafranconi
Most Lafranconi – betonowy most drogowy w Bratysławie, nad Dunajem, w ciągu autostrady D2. Most był budowany w latach 1985–1991. Jego długość wynosi 766 m (1134 m z estakadą), a szerokość 30 m. Dzienne przejeżdża przez niego około 41 tys. pojazdów.
Nazwa mostu pochodzi od nazwiska włoskiego inżyniera – Grazioso Enei Lanfranconiego, związanego przez dużą część życia z Bratysławą.